# Лудвиг Албрехт фон Байхлинген
Лудвиг Албрехт фон Байхлинген (на немски: Ludwig Albrecht von Beichlingen; † 1557) е граф на Байхлинген в Тюрингия.

## Произход
Той е син на граф Адам фон Байхлинген (1460 – 1538) и втората му съпруга ландграфиня Катарина фон Хесен (1495 – 1525), дъщеря на Вилхелм I фон Хесен, ландграф на Хесен (1466 – 1515), и принцеса Анна фон Брауншвайг-Волфенбютел (1460 – 1520). Брат е на Хупрехт († 1549, убит), Йохан († 1543), каноник в Кьолн, Христоф († 1557), Карл († сл. 1547) и Бартоломеус Фридрих († 1567), домхер в Кьолн и Халберщат, който е последният граф от рода на графовете на Байхлинген. Полубрат е на Филип Вилхелм († 1553, убит в битка) и Анна († 1571), омъжена 1515 г. за Хайнрих XIV фон Гера († 1538). Фамилията му живее в замък Крайенбург и в дворец Гебезе.

## Фамилия
Лудвиг Албрехт се жени 1550 г. за Елизабет фон Текленбург (* ок. 1510), дъщеря на граф Ото VIII фон Текленбург († 1534) и Ирмгард фон Ритберг. Те нямат деца.

## Галерия
- Дворец Байхлинген (2006)
- Замък Крайенбург
 (1516 – 1567), 
последната резиденция на графовете на Байхлинген
- Дворец Гебезе,
 ок. 1860